# Кротов (деревня)
Кротов (бел. Кротаў) — деревня в Капличском сельсовете Калинковичского района Гомельской области Беларуси.

## География
Расположена в 30 км на северо-запад от районного центра и железнодорожной станции Калинковичи (на линии Гомель — Лунинец), 152 км от Гомеля.
На востоке мелиоративные каналы и река Ипа (приток реки Припять).

## Транспортная сеть
Транспортные связи по просёлочной, затем автомобильной дороге Калинковичи — Бобруйск.

## История
По письменным источникам известна с XVII века как деревня в Мозырском повете Минского воеводства Великого княжества Литовского. Король Стефан Баторий в конце XVI века выдал привилей на деревню Кротово (документ сгорел 9 июня 1601 года в Мозырском замке).
После 2-го раздела Речи Посполитой (1793 год) в составе Российской империи. В 1795 году село, владение Новоковских. Обозначена на карте 1866 года, которая использовалась Западной мелиоративной экспедицией, работавшей в этих местах в 1890-е годы. В 1875 году дворянин Новоковский владел в деревне 1931 десятиной земли. В 1879 году упоминается в числе селений Якимовичского церковного прихода. Согласно переписи 1897 года действовал хлебозапасный магазин. В 1908 году в Крюковичской волости Речицкого уезда Минской губернии. Действовала церковно-приходская школа, которая размещалась в наёмном крестьянском доме.
В 1930 году организован колхоз «Красный Кротов», работали кузница, ветряная мельница, начальная школа (в 1935 году 103 ученика). Во время Великой Отечественной войны 157 жителей погибли на фронте. Согласно переписи 1959 года в составе совхоза «Капличи» (центр — деревня Капличи), располагались 9-летняя школа, фельдшерско-акушерский пункт, отделение связи.

## Население
- 1795 год — 28 дворов.
- 1897 год — 45 дворов 383 жителя (согласно переписи).
- 1908 год — 66 дворов, 478 жителей.
- 1959 год — 673 жителя (согласно переписи).
- 2004 год — 121 хозяйство, 270 жителей.

## Известные уроженцы
- С. А. Тимохов — белорусский художник.